# 廣州基督教天河堂
23°09′03″N 113°24′26″E / 23.1508814°N 113.4071089°E
廣州基督教天河堂，簡稱天河堂，是中國廣東省廣州市一座基督教新教教堂，位於天河區大觀中路16-20號，並因而得名。
天河堂是1949後廣州第一家興建的基督新教教堂，更是天河區第一家教堂。教堂前身是海珠區的小港堂，由於教堂損毀嚴重，故易地重建。2007年9月15日舉行了新堂奠基禮，2009年2月10日破土動工。2017年1月14日正式啟用。

## 建築設計
新堂由彭永寧設計，建成後佔地面積共8,830平方米，包括主堂、副堂和鐘樓、培訓樓及配套管理用房等五棟獨立建築，共計建築面積9,431平方米，成為集教堂崇拜、培訓、外事接待、聯合活動等多項功能於一體的綜合性教堂，可以容納3,000人同時參加禮拜。綜合樓更設有中國社會科學院基督教研究中心廣州調研基地暨廣州市基督教歷史文化研究中心，和廣州市基督教神學培訓中心。

## 教堂活動
下表錄入於2017年8月21日。內容可能隨時變動，以當天實際安排為準。
| 日期   | 時間        | 地點   | 活動               |
| ------ | ----------- | ------ | ------------------ |
| 星期日 | 9:30-11:00  | 主堂   | 主日崇拜（普通話） |
| 星期日 | 9:30-11:00  | A107   | 兒童主日學         |
| 星期日 | 14:00-16:30 | 演講廳 | 青年聚會           |
| 星期三 | 8:00-9:00   | B204   | 婦女詩班           |
| 星期三 | 9:15-10:30  | B205   | 查經聚會           |

## 照片

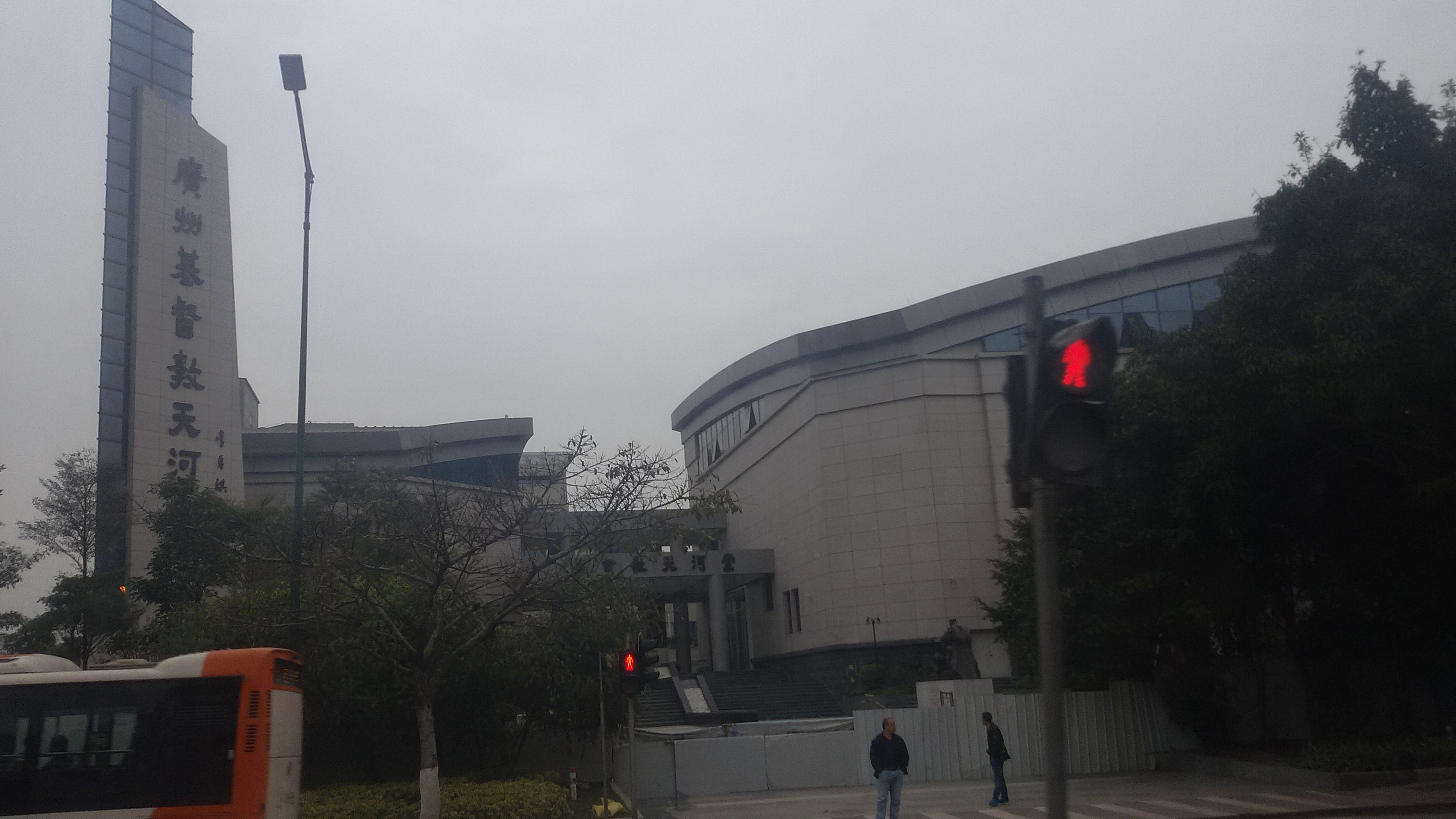
在建時
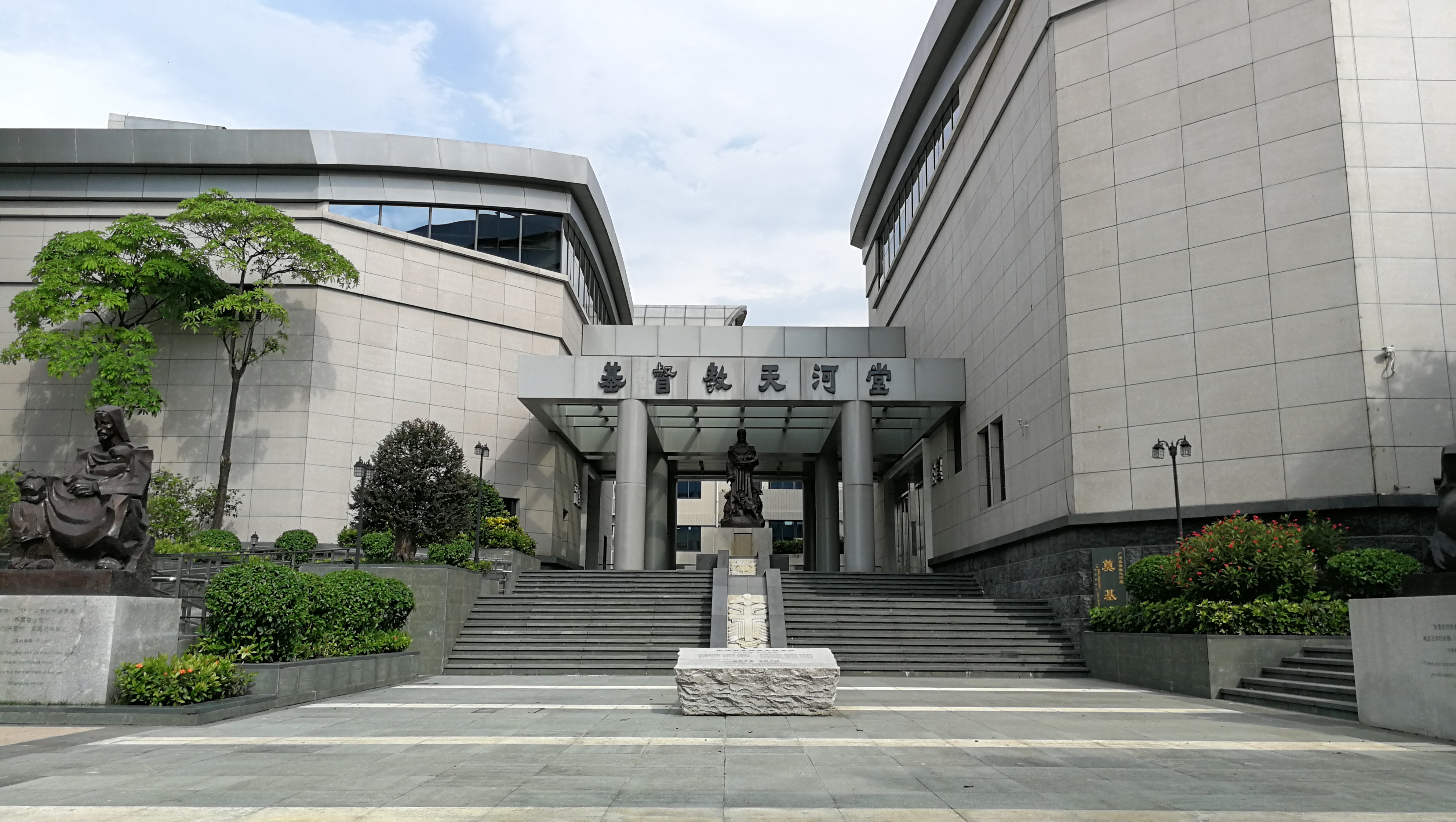
正門內
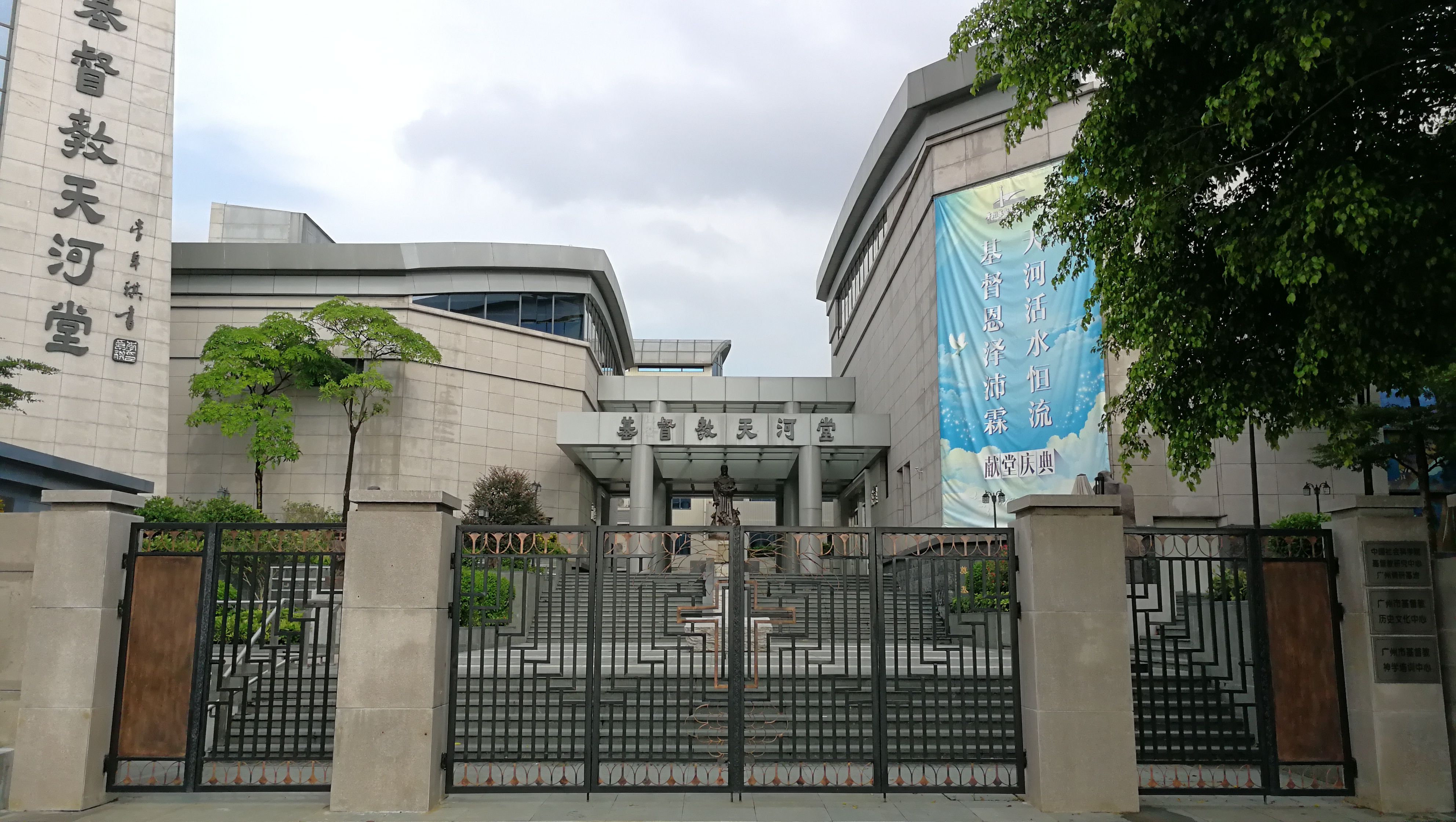
正門外
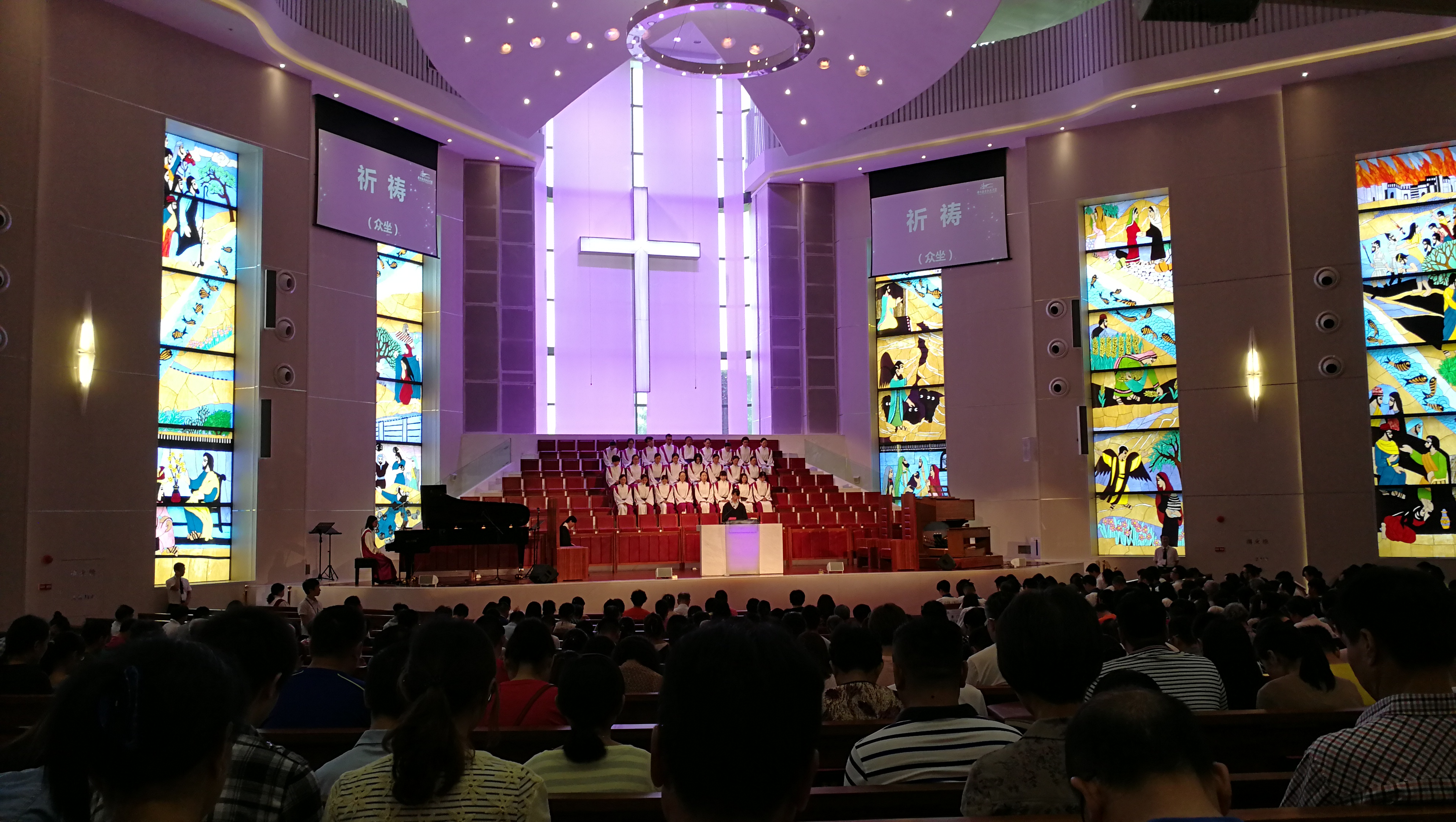
主堂
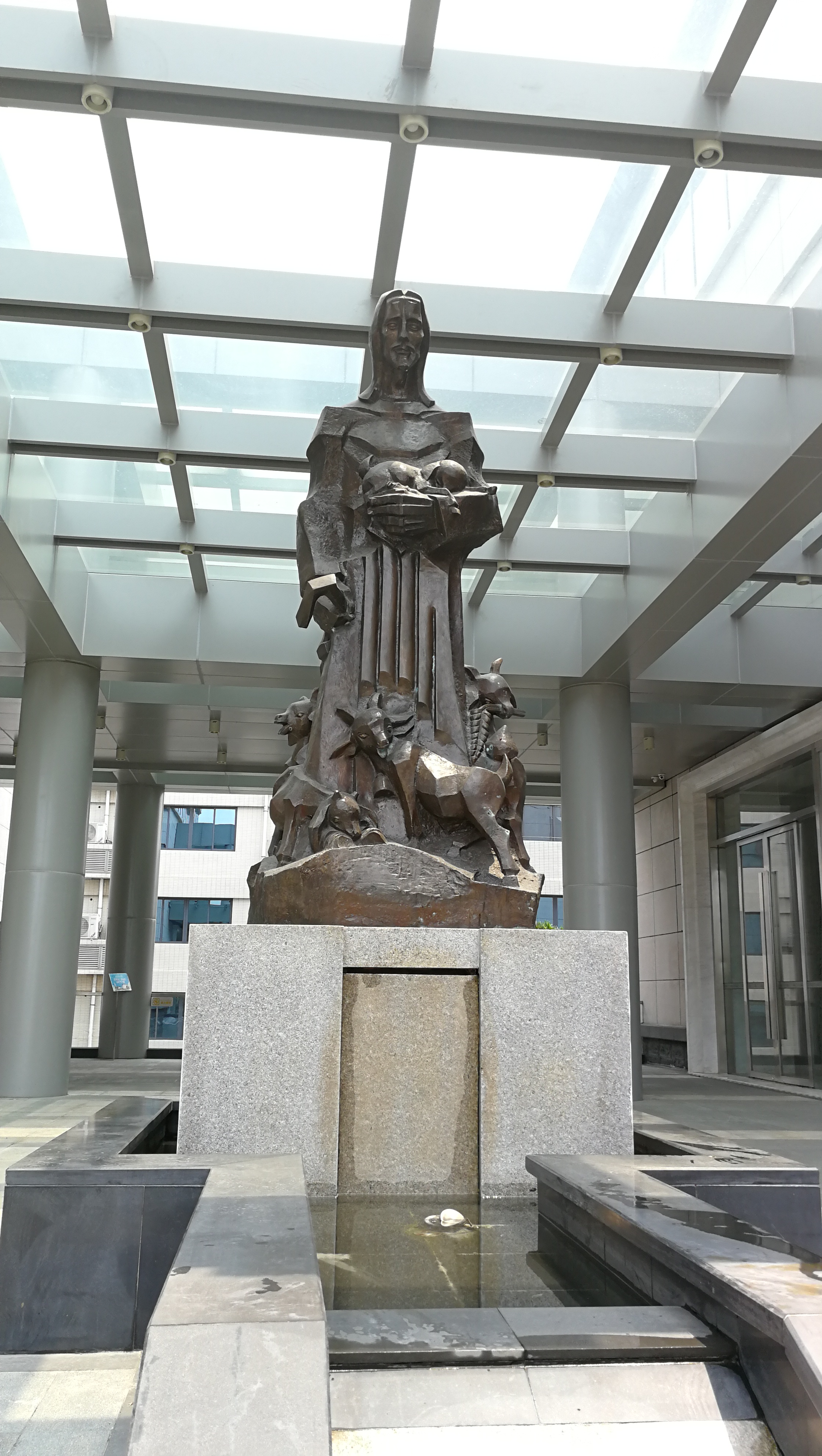
「耶穌是好牧人」雕像（約10:11）
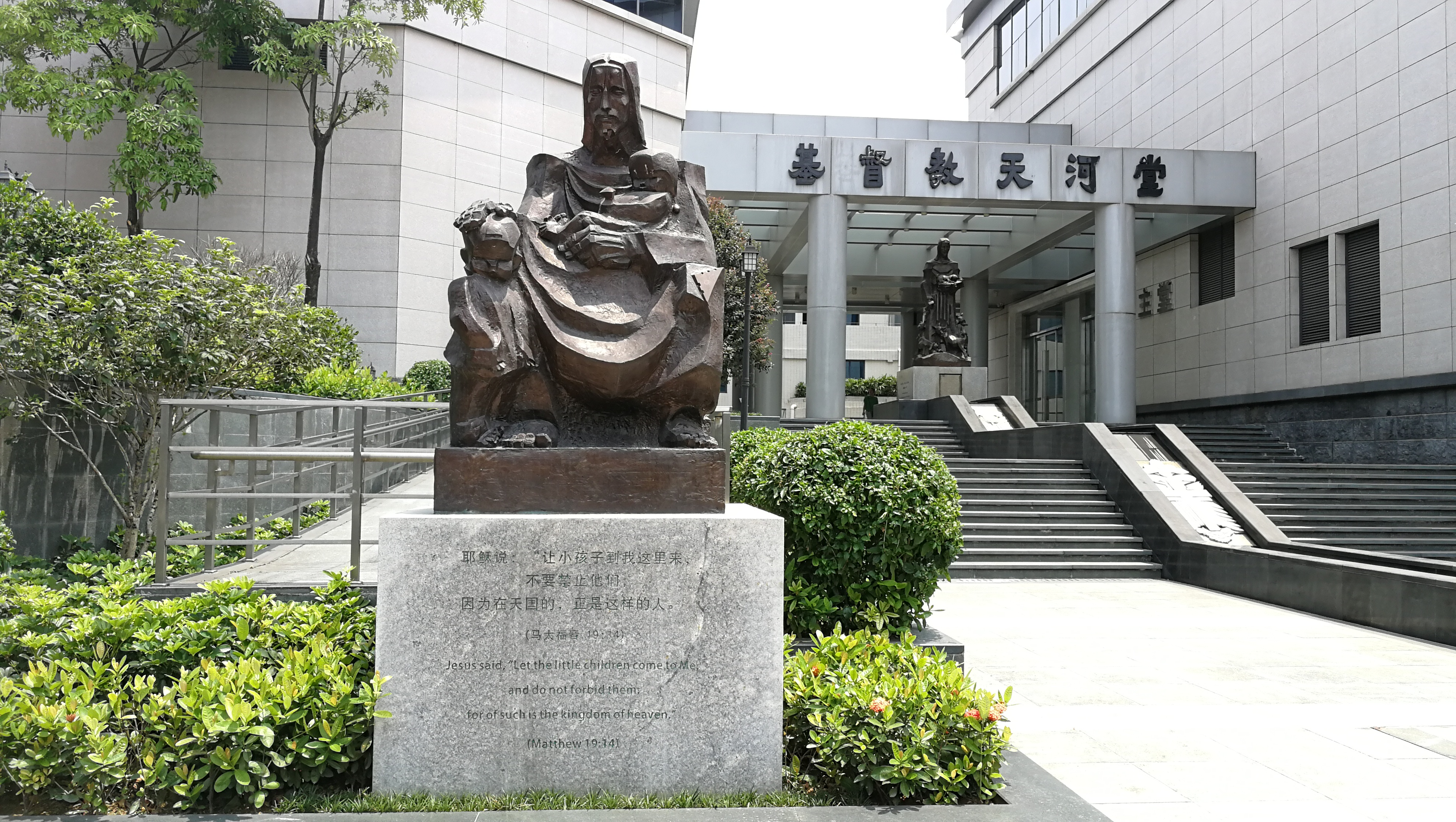
「耶穌愛小孩」雕像（路18:16）
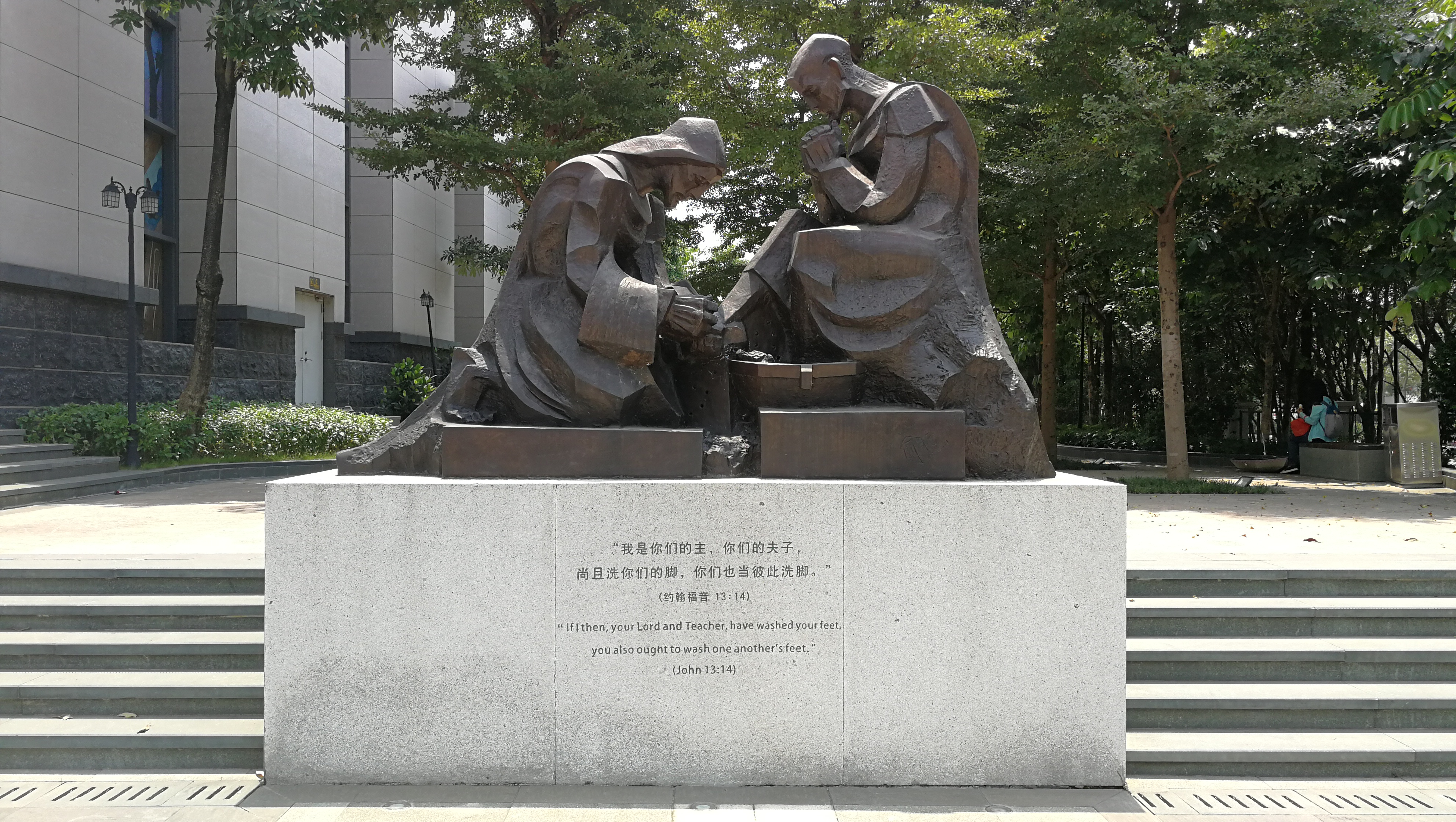
「耶穌為門徒洗腳」雕像（約13:14）